# Girardinia diversifolia
Girardinia diversifolia är en nässelväxtart. Girardinia diversifolia ingår i släktet Girardinia och familjen nässelväxter.

## Underarter
Arten delas in i följande underarter:
- G. d. diversifolia
- G. d. suborbiculata
- G. d. triloba

## Bildgalleri

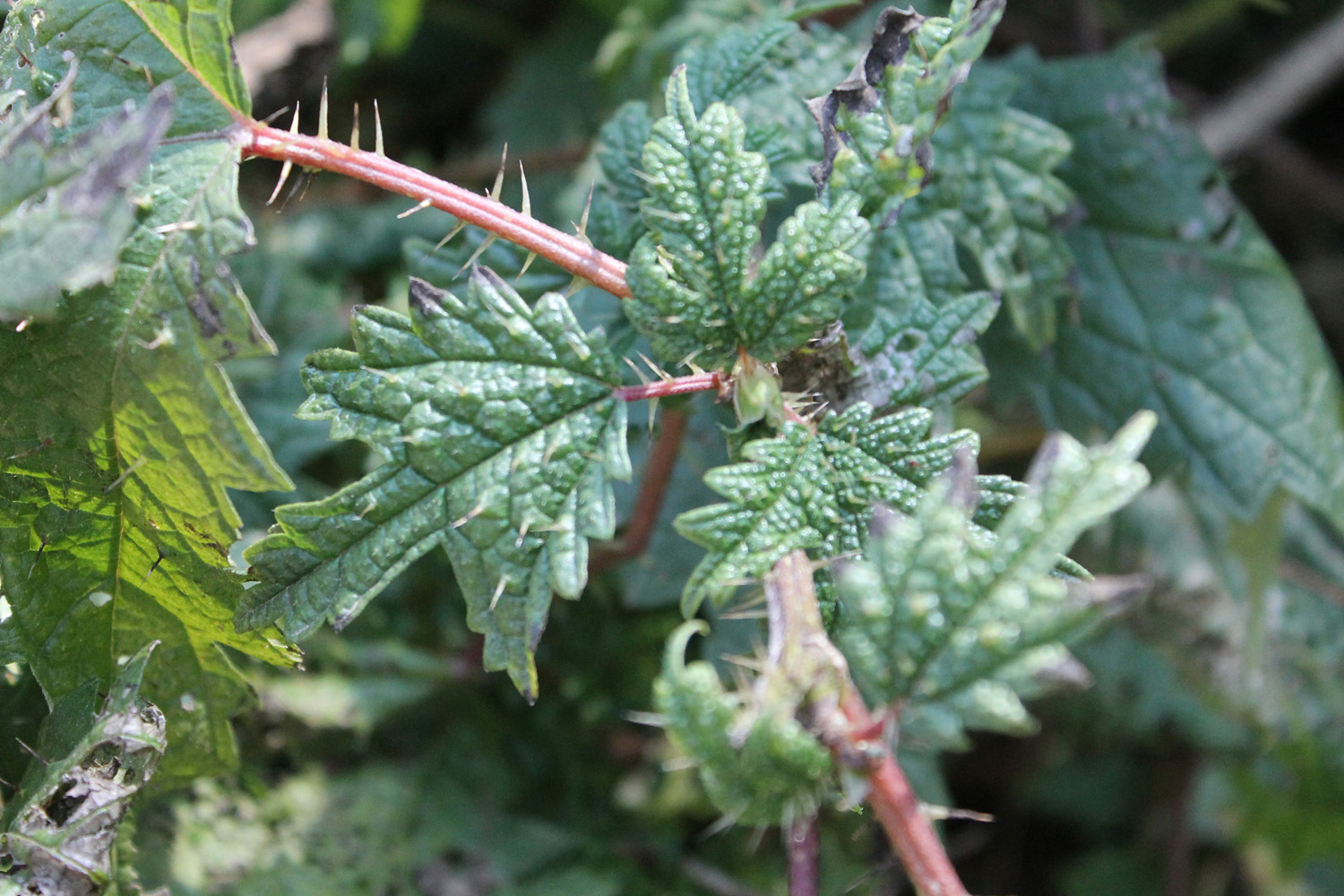
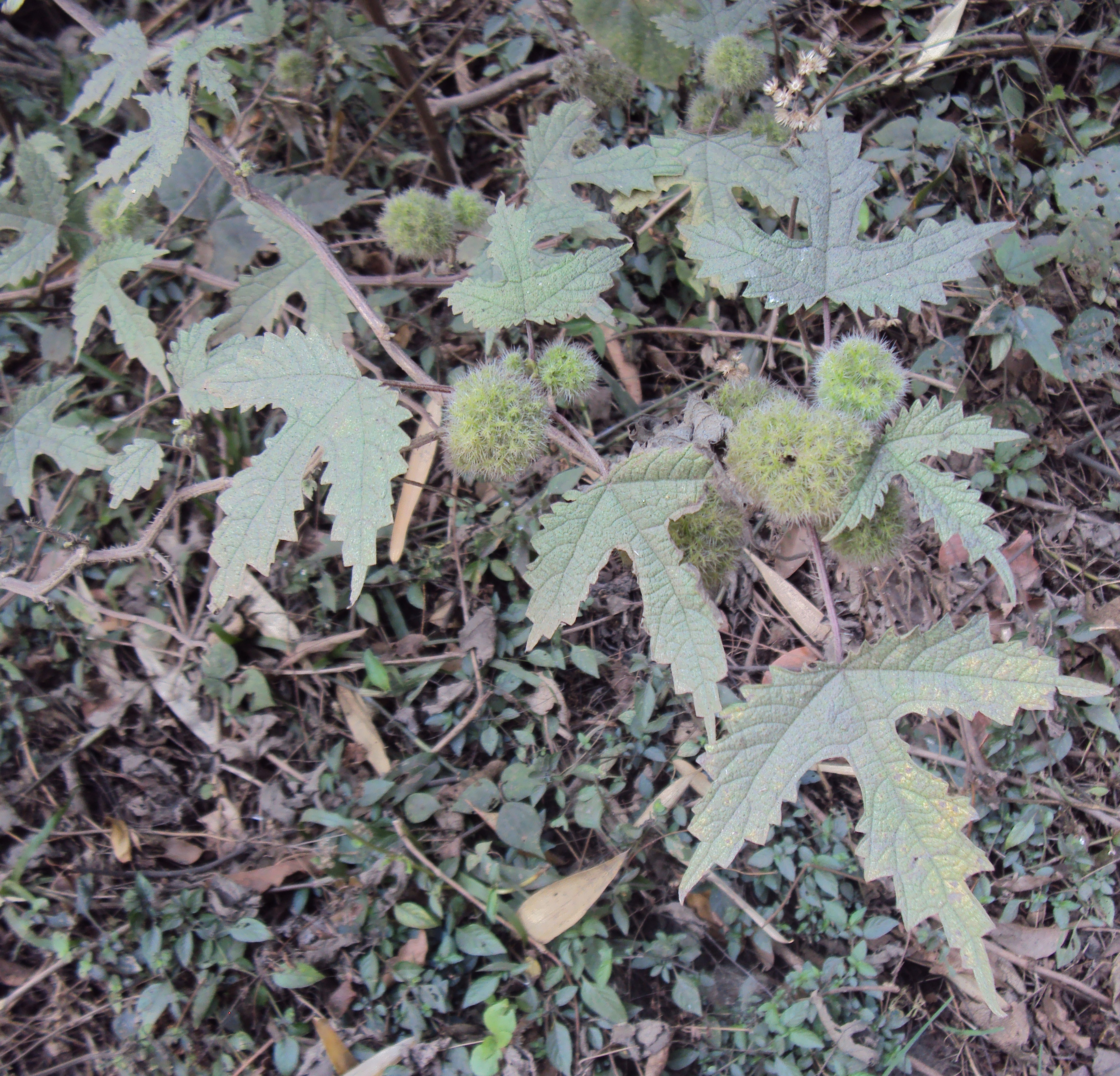
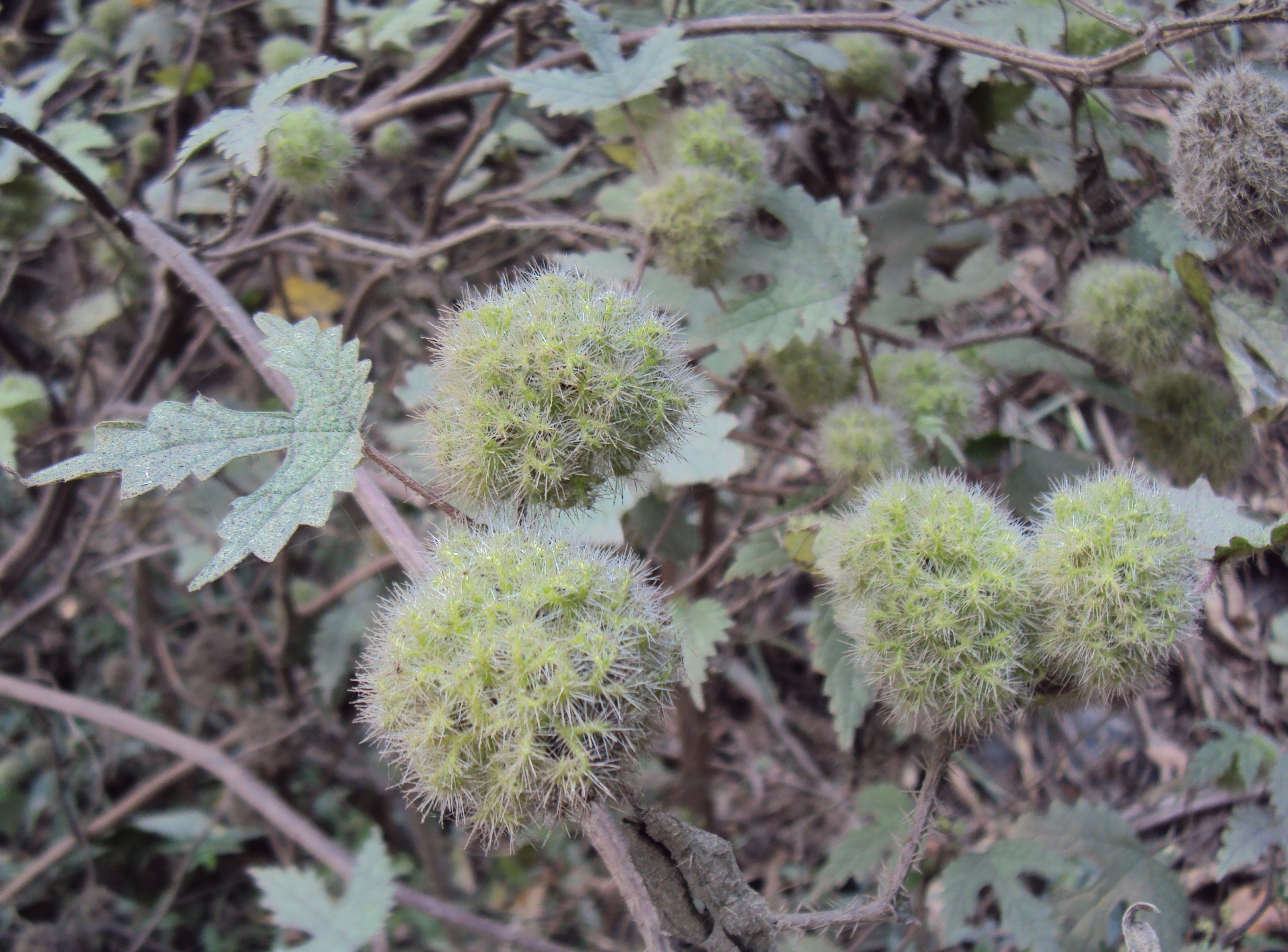
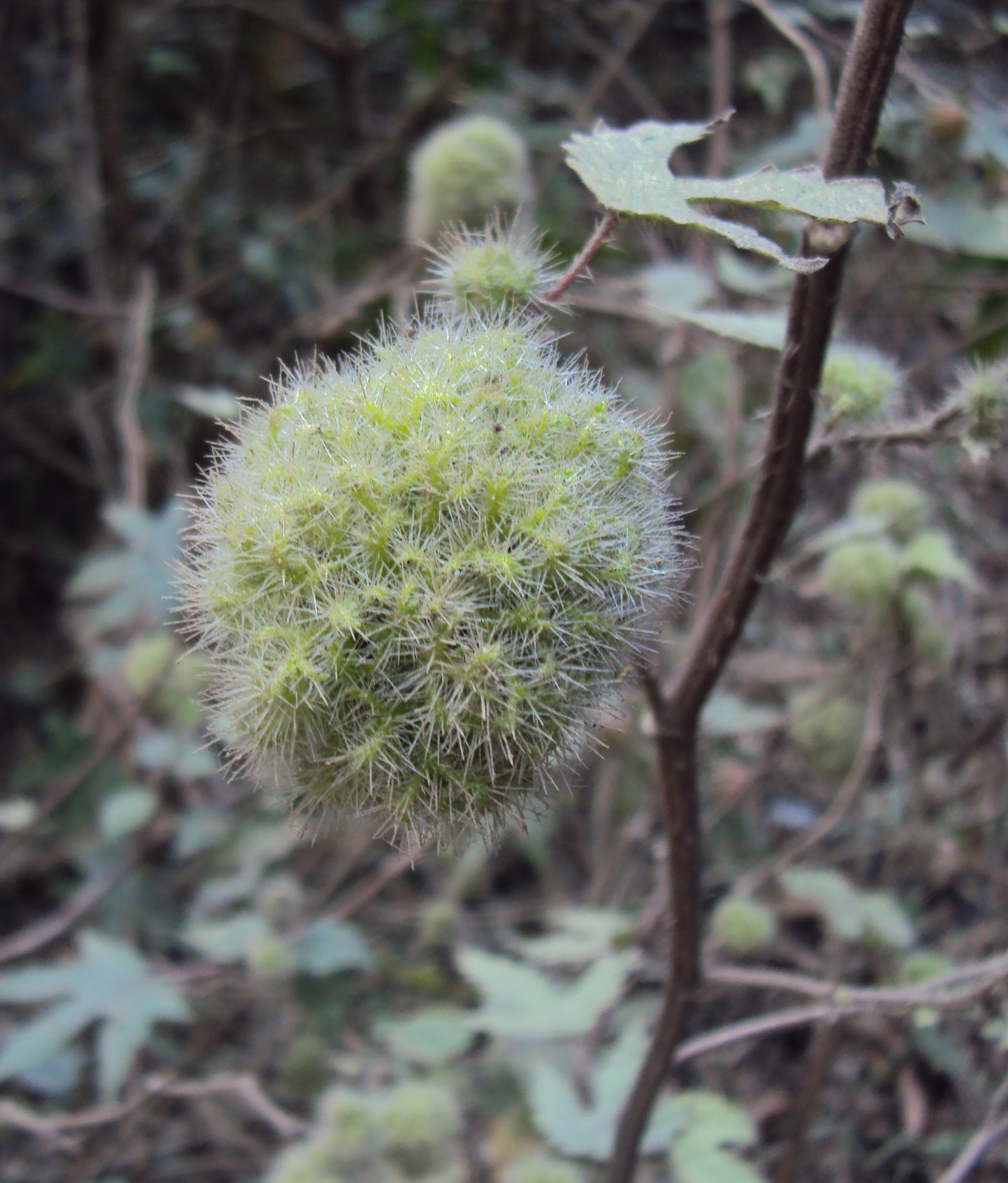
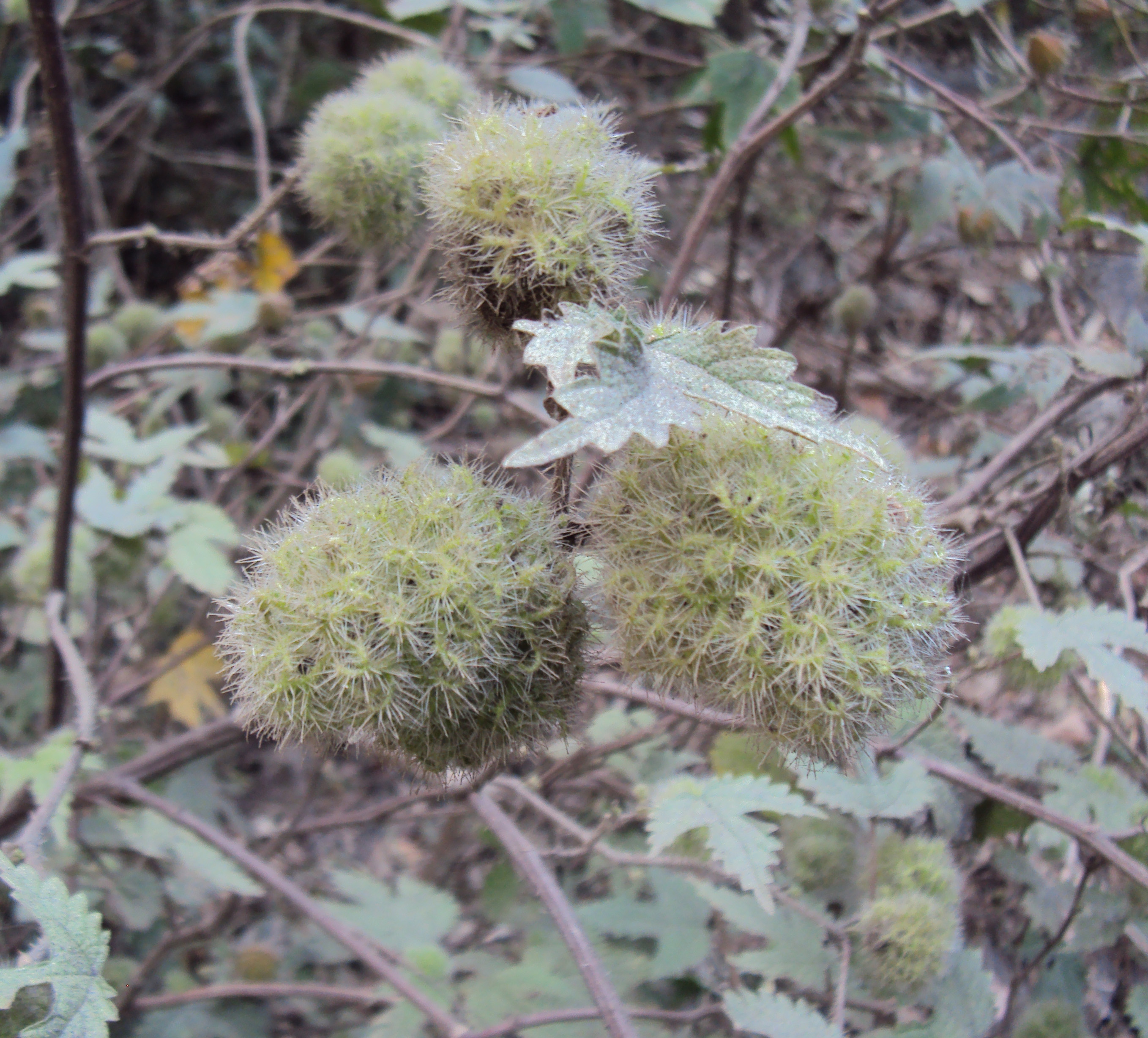
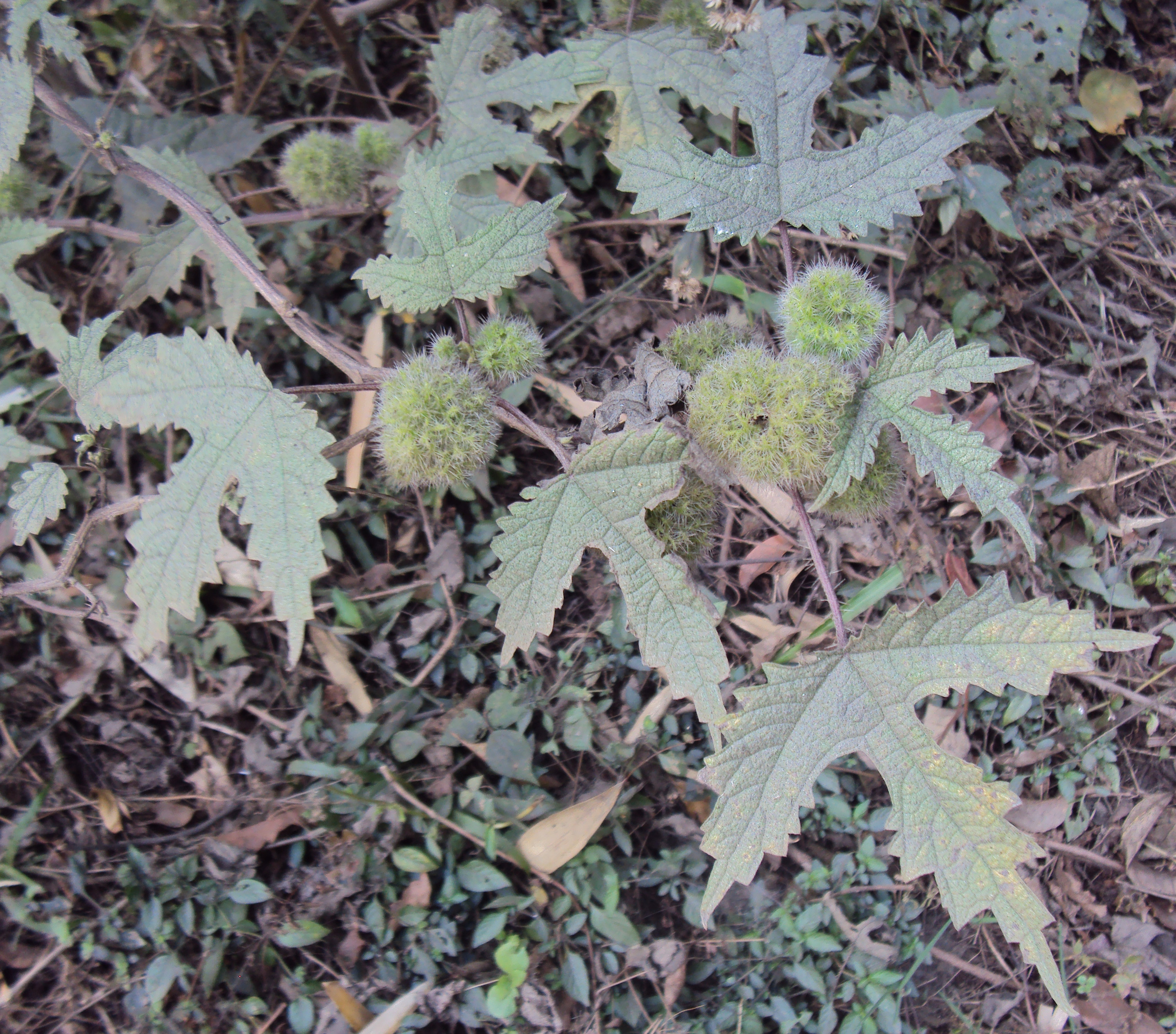